# Nacimiento (Chile)
Nacimiento es una comuna y ciudad de la zona central de Chile, situada en la Región del Biobío y en la provincia homónima.
Geográficamente la Comuna de Nacimiento, se encuentra a 550 km al sur de Santiago, capital del país, a 108 km de Concepción, capital regional, y a 37 km de Los Ángeles, capital provincial. Sus ingresos dependen mayoritariamente de la actividad forestal. Se encuentra en el lugar 229 dentro del ranking de ciudades de Chile según Índice de Desarrollo Humano. Nacimiento además se ha ganado el apodo de «Capital Cultural» de la provincia de Biobío.

## Historia

### Fundación

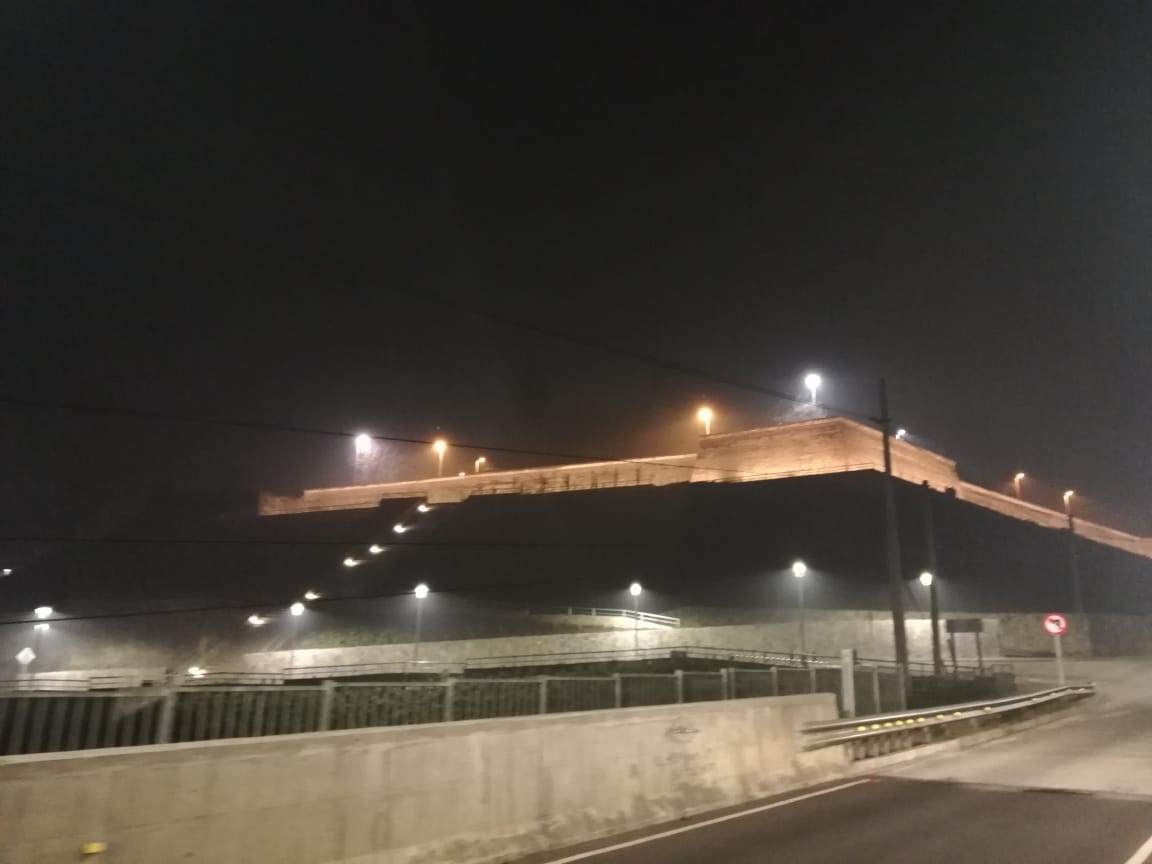
Fuerte y costanera de Nacimiento en 2018

En un principio el lugar era utilizado como fuerte español de avanzada y control sobre el territorio.
Fue fundado el 24 de diciembre de 1603,en la víspera del día del nacimiento de Jesucristo, razón por la cual su fundador, el gobernador de Chile Alonso de Ribera le dio el nombre al fuerte de "Nacimiento de Nuestro Señor". Con el tiempo el nombre se fue abreviando, quedando finalmente como Nacimiento.
Nacimiento fue en varias ocasiones destruido por los mapuches y reconstruido en 1665, 1724 y 1739, hasta que finalmente, en 1749, fue reconstruido en el lugar que ahora ocupa. La ciudad propiamente tal fue fundada por el gobernador de Chile Manuel de Amat y Junyent por decreto del 20 de diciembre de 1756. Se le dio el nombre de Villa del Nacimiento en 1757.
Según el libro "La Ciudad Chilena del Siglo XVIII", escrito por el padre Gabriel Guarda, los planos originales de la comuna, serían únicos vestigios sobre la construcción de una ciudad amurallada en Chile, al estilo “Punta de Flecha”, aun cuando no existe certeza respecto a si la construcción se pudo llevar a cabo en su totalidad, esta particular forma de construcción de la ciudad, hace que Nacimiento, carezca de una Plaza de Armas, siendo el Fuerte de Nacimiento de esta el que cumple esa función.

### SiglosXIX-XX
Durante mucho tiempo Nacimiento fue considerado la última frontera de Chile. Hasta ahí llegaba el telégrafo y se comunicaba fluvialmente con Concepción a través de barcos a vapor.
Con la llegada de grandes inversionistas se transformó en un pueblo muy próspero, solo basta ver antiguas construcciones como el teatro, la ex municipalidad, la ex caja de crédito prendario, la casa de curtiembre y el palacio Gleisner. En los años gloriosos de la ciudad se encontraban en ella edificios de gran importancia, como la Gobernación, la cárcel, y un moderno hospital para la época. También es menester mencionar sus inmensas minas de greda y sus cerámicas.
Gran parte de este progreso se esfumó con los terremotos de 1939 y de 1960, lamentándose la pérdida de la gran iglesia franciscana y otros edificios célebres. Antiguamente, la comuna también contaba con servicio de ferrocarriles, que llegaban hasta la antigua Estación Nacimiento, terminal del Ramal Coihue - Nacimiento, que se encontraba en las cercanías de la población Lautaro. La estación fue quemada por vándalos y sobre el antiguo recinto fue emplazada una nueva población.

### SigloXXI
En noviembre de 2008 se terminó de restaurar el Fuerte Histórico de Nacimiento. Actualmente está en construcción la segunda etapa de dicha restauración, que contempla la implementación de áreas verdes y espacios recreativos. En 2015 Se instalan nuevos semáforos y comienza un servicio de transporte escolar para estudiantes de poblaciones más alejadas del área urbana de Nacimiento, mediante dos nuevos buses y dos minibuses adquiridos con el Fondo de Apoyo al Mejoramiento de la Gestión Educacional Municipal y pertenecientes desde ahora al DAEM de Nacimiento.
En 2017 se inició la construcción de una costanera a orilla del río Vergara la cual se finalizó en el segundo semestre de 2018 y abrió sus puertas a las personas de la ciudad y turistas.

## Medio ambiente

### Geomorfología y componentes abióticos

Trazado simplificado de los ecosistemas y cuerpos de agua presentes en la comuna de Nacimiento.

La comuna de Nacimiento se encuentra emplazada en las unidades geomorfológicas de Llano central con morrenas y conos, Llanos de sedimentación fluvial o aluvional, Cordillera de la costa y Llano central fluvio-glacio-volcánico; y presenta según la clasificación climática de Köppen clima mediterráneo de lluvia invernal (Csb) y clima mediterráneo de lluvia invernal de altura (Csb (h)). Esta además se halla entre las cuencas hidrográficas de río Biobío y río Carampangue. Además, la comuna posee diversos cuerpos de agua, entre los que se destacan el río Culenco, río Esperanza, río Maitenrehue, río Nicudahue, río Rele, río Tavoleo y río Vergara.

### Componentes bióticos
Dentro del territorio de la comuna se pueden hallar los siguientes ecosistemas:
- Bosque caducifolio mediterráneo costero donde predominan Nothofagus obliqua y Gomortega keule (En peligro crítico)
- Bosque caducifolio mediterráneo interior donde predominan Nothofagus obliqua y Cryptocarya alba (En peligro crítico)
- Bosque caducifolio templado costero donde predominan Nothofagus alpina y Persea lingue (En peligro)
- Bosque mixto mediterráneo-templado costero donde predominan Nothofagus dombeyi y Nothofagus obliqua (En peligro crítico)

### Medidas de protección ambiental y conflictos socioambientales
Hasta 2022, la comuna de Nacimiento cuenta con las siguientes zonas que poseen algún nivel de protección ambiental:
- Fundo Pitrufquén (Iniciativa de Conservación Privada)[13]
- Los Barros (Iniciativa de Conservación Privada)[14]

## Demografía

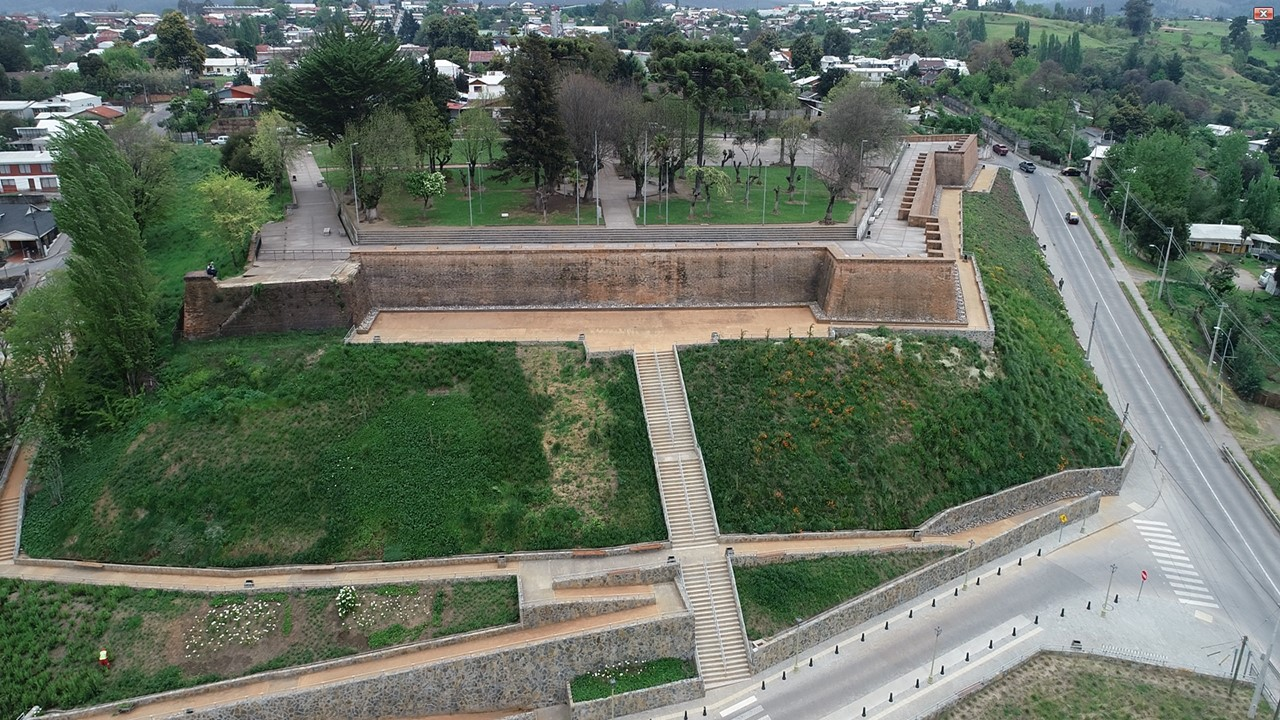
Imagen de Fuerte de Nacimiento desde dron, año 2020

Con una superficie aproximada de 935 km² y una población de 28 392 habitantes (49,59 % mujeres y 50,41 % hombres), la comuna de Nacimiento acoge a un 1,4 % de la población total de la región, de éstos, un 19,59 % corresponde a población rural y 80,41 % a población urbana.

### Localidades
A la comuna de Nacimiento pertenecen las siguientes localidades rurales (nombradas de norte a sur): Monterrey, Las Corrientes, La Higuera, Los Litres, Quilquilco, Las Pinas, Las Minas, Sector Santa Luisa, Villa Diuquín, Chequenal, San Ramón, San Roque, Santa Lucía, San José de Dollinco, Lomas de los erices, Carrizal, Mitrinhue, Los Álamos, Pichún, San José, La Parra, El Durazno, Santa Adriana, Tambillo, Los Barros, Palos Quemados y El Huingán. Muchas de estas localidades rurales cuentan con servicios básicos como escuelas y postas rurales, como la posta de San José Dollinco, además de luz eléctrica; los que brindan este servicio son Frontel y Coelcha. Parte de la localidad de Choroico y de Los Guindos conoció del servicio básico como lo es la electricidad recientemente en marzo de 2016, necesidad que afectó por muchos años. La locomoción colectiva es aún una necesidad para los sectores de Palmilla, Choroico y Los Guindos, gozando de ese servicio solo dos días a la semana.

## Administración

### Municipalidad
La Municipalidad de Nacimiento para el periodo 2021-2024 es dirigida por el alcalde Carlos Toloza Soto (Unión Demócrata Independiente-Chile Vamos) y el concejo municipal conformado por los concejales:
Chile Vamos (1):
- Bernes Toloza Luna (UDI)

Chile Digno Verde y Soberano (1):
- Luis Alberto Vergara González (IND - Chile Digno Verde y Soberano)

Partido Radical (1):
- Samuel Andrés Salazar Chávez

Unidad Por el Apruebo (1):
- Gustavo Tolindor Froilán Valdebenito Venegas (IND - Unidad Por el Apruebo)

PPD (1):
- Gricela Maribel Alarcón Barnachea

PDC (1):
- Ana Luisa Villalobos Avello

### Representación parlamentaria
Nacimiento forma parte de la Circunscripción Senatorial X y del Distrito Electoral 21. Es representada en la Cámara de Diputados del Congreso Nacional por los siguientes diputados:
- Flor Weisse Novoa (UDI)
- Karen Andrea Medina Vásquez (Partido de la Gente)
- Joanna Pérez Olea (PDC)
- Cristóbal Urruticoechea Ríos (PRCh)
- Clara Inés Sagardía Cabezas (IND - Convergencia Social)

En el Senado, la representan:
- Sebastián Keitel Bianchi (Evolución Política)
- Enrique Van Rysselberghe Herrera (UDI)
- Gastón Saavedra Chandía (PS)

## Economía

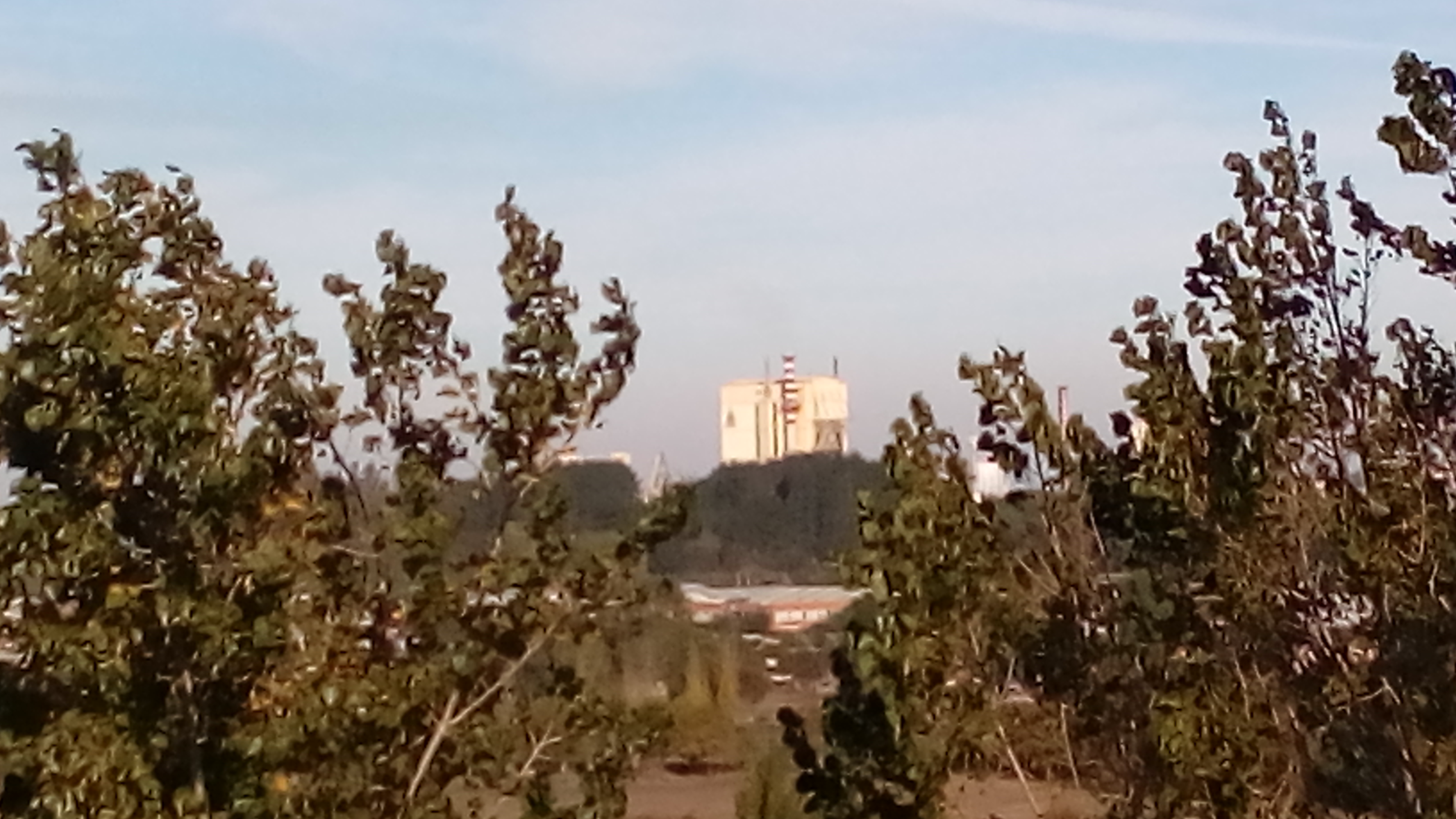
Celulosa CMPC vista desde el Fuerte de Nacimiento.

La comuna de Nacimiento concentra muchas plantas de procesamiento de celulosa y papel de la Compañía Manufacturera de Papeles y Cartones.
Además, Nacimiento es una de las pocas comunas de Chile con menos de 30.000 habitantes que poseen oficinas del Conace.
En desarrollo local, desde el año 2012, en Nacimiento se incorpora el primer semáforo peatonal, beneficiando a vecinos de sectores aledaños a ruta de la madera. Se realiza la repavimentación, en una parte de calle Baquedano, una de las principales calles de la comuna. Es posible observar además la construcción de la Casa de la Cultura y las Artes de la Comuna. Importantes proyectos habitacionales logran financiamiento para la obtención de sus viviendas (460 viviendas), lo que potencia el empleo y el crecimiento económico local.
En 2018, la cantidad de empresas registradas en Nacimiento fue de 341. El Índice de Complejidad Económica (ECI) en el mismo año fue de -0,12, mientras que las actividades económicas con mayor índice de Ventaja Comparativa Revelada (RCA) fueron Fabricación de Productos de Arcilla y Cerámicas no Refractarias para uso Estructural (94,72), Otras Actividades de Servicios Conexas a la Silvicultura (57,22) y Establecimientos de Enseñanza Secundaria de Formación General (39,65).

### Artesanías
Culturalmente, la comuna de nacimiento destaca por la producción de alfarería y cerámica, siendo esta una característica histórica, al provenir de los primeros asentamientos en el territorio realizados por la Cultura Vergel; posteriormente son los habitantes Mapuches del territorio, quienes adquieren y perfeccionan estas técnicas. con la llegada de los españoles, se introducen herramientas y tecnología a la producción de alfarería, las cuales son utilizadas por la mayoría de los alfareros y alfareras de la comuna. destacan en este ámbito don Manuel Echeverría Riquelme, Premio excelencia Fundación Artesanías de Chile, año 2011, con su pieza "Mujer Mapuche Fértil", y don Marco Barra Cartes, alfarero colaborador del parlante de greda llamado "Mapuhuaquen".

## Servicios públicos

### Seguridad pública
En ella se encuentran la 3.ª Comisaría de Carabineros de Chile (subordinada a la Prefectura N.º 20 Biobío), cuatro compañías del Cuerpo de Bomberos, el Hospital de Nacimiento, centros médicos y odontológicos, farmacias, bancos, cajas de compensación, gimnasios, el terminal de buses Los Notros, estaciones de servicio y gasolineras, varios hoteles y pensiones, supermercados, wi-fi, entre otros.

### Educación

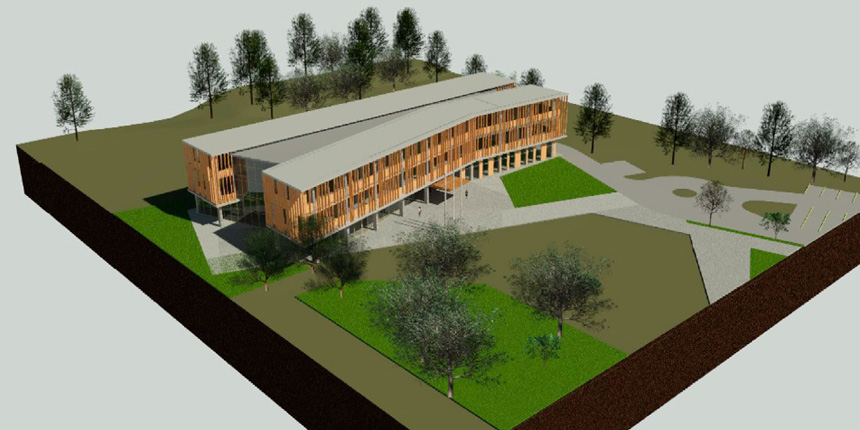
Proyecto Campus Nacimiento CMPC y Duoc UC, que está siendo levantado en terrenos de la papelera, imagen de CChC.

Nacimiento ofrece una amplia gama de opciones educativas en niveles de educación básica y media, incluyendo instituciones como las Escuelas Básicas El Saber, Toqui Lautaro, Canadá, Nacimiento de Nuestro Señor, Oscar Guerrero Quinsac, Dollinco, San Roque, Los Patos, Víctor Manuel Beltrán Carrimán, Santa Luisa, San Francisco de Millapoa, Palmilla, el Liceo Polivalente Municipal de Nacimiento, el Colegio San Juan de Dios y el Colegio Teresiano Padre Enrique. 
Además, en 2019 se anunció la expansión de la educación superior en la comuna con la construcción de un nuevo campus de Duoc UC, financiado por Empresas CMPC. Este centro técnico profesional, que ocupará 3,500 metros cuadrados con capacidad para 700 estudiantes, comenzará su construcción en el tercer trimestre de 2021, con una inversión estimada de US$ 20 millones y una matrícula inicial de 200 alumnos.

## Cultura

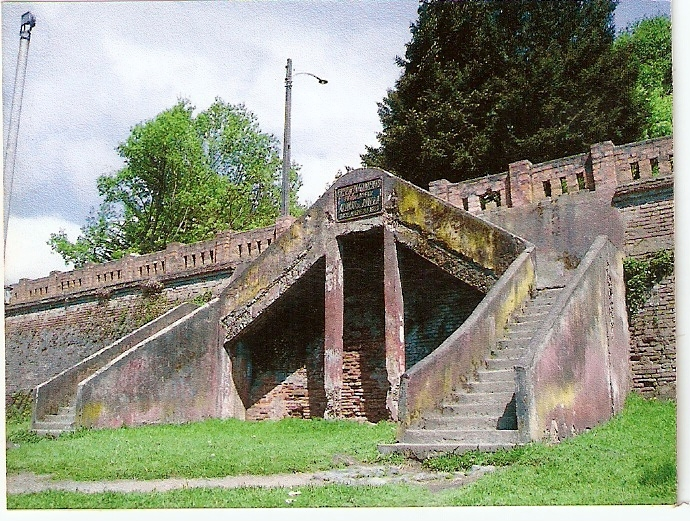
Fuerte de Nacimiento, antes de su remodelación en 2008.

En su tiempo existían en la comuna cinco fuertes españoles, de los cuales solo queda el fuerte de Nacimiento que está emplazado en la zona céntrica de la ciudad que ha sido restaurado. De los otros cuatro solo quedan vestigios. Estos eran el Fuerte de San Jerónimo de Millapoa, el Fuerte Nuestra de Señora de Halle (Monterrey), el Fuerte de San Gerónimo y el Santa Cruz de Oñez.

### Uso más antiguo de la palabra "papa frita"
Una de las primeras menciones históricas de preparación de papas fritas fue documentada en la comuna de Nacimiento más precisamente al interior del Fuerte de Nacimiento; el hecho ocurrió el 29 de noviembre de 1629, durante la Guerra de Arauco en una comida oficial tras un intercambio de prisioneros entre españoles e indígenas, donde dos caciques mapuche expresan que las mujeres "enviaban las papas fritas y guisadas". Todo lo anteriormente mencionado fue documentado en la obra Cautiverio feliz (1673) de Francisco Núñez de Pineda y Bascuñán. Esta mención histórica es casi un siglo previa al origen europeo disputado entre Bélgica y Francia.

## Lugares de interés
- Fuerte de Nacimiento
- Cerro Catiray
- Cerámica de Nacimiento

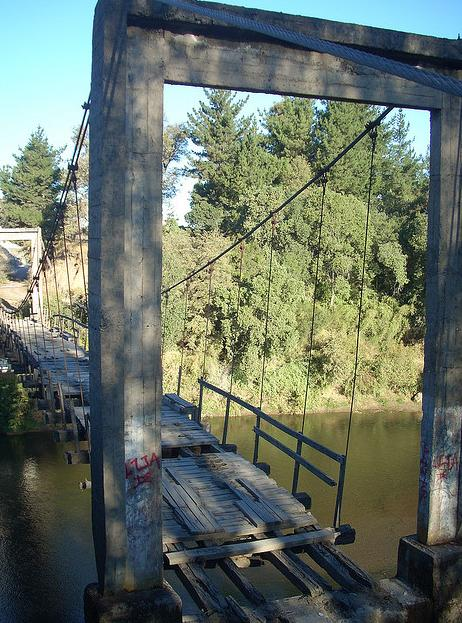
Puente Colgante (Nacimiento)

- Paseos en botes por el río Vergara
- Puente Colgante (Nacimiento)
- La vendimia
- Trilla a yegua suelta

## Transporte

### Carreteras
La ruta CH-156 se extiende por aproximadamente 118 kilómetros desde Coihue hasta San Pedro de la Paz, al sur de Concepción, pasando por las comunas de Nacimiento y Santa Juana Esta ruta es denominada Ruta de la Madera puesto que es por ella donde transita gran parte de los camiones de las empresas forestales apostadas en la comuna y al sur de ella. Cabe mencionar que esta es la primera ruta concesionada en Chile.
La ruta CH-180 se extiende desde Los Ángeles en la región del Biobío, hasta Angol en la Región de la Araucanía, por aproximadamente 56 km. En la localidad de Coihue permite la conexión a quienes viajan desde Nacimiento hacia Los Ángeles, Angol, Renaico y Negrete, y más al sur, hacia Collipulli y Temuco a través de la ruta 5 Panamericana, como también en Los Ángeles hacia el norte, a ciudades como Chillán y Santiago.
Construido con fondos compartidos entre el Gobierno y Empresas CMPC, conecta por medio de un sinuoso trazado a Nacimiento con la comuna de Curanilahue a través de la cordillera de Nahuelbuta, pasando por predios forestales y sectores rurales, como Carrizal y Trongol.

### Autobuses
Servicios desde el Terminal de Buses Los Notros principalmente hacia:
- Santa Juana y Concepción: Buses Bio Bio.[20]
- Angol y Temuco: Buses Bio Bio.[20]
- Los Ángeles: Diversas empresas de recorridos rurales e interurbanos.[21]
- Chillán y Santiago: Buses Sol del Pacífico, Eme Bus,[22] Pullman Tur[23]

Entre otros que son más bien ocasionales.

### Aeródromos
La comuna cuenta con el aeródromo El Huingan.

## Deportes

### Fútbol
La comuna de Nacimiento tiene a un club participando en los Campeonatos Nacionales de Fútbol en Chile.
- Nacimiento CDSC (Tercera División B 2019-presente).[24]

## Personas destacadas
- Bernardo Leighton
- Patricio Manns

## Ciudad hermana
- Las Lajas (Neuquén)

## Medios de comunicación

### Radioemisoras
FM
- 91.3 MHz - Radio Araucania
- 95.7 MHz - Radio Popular Santa María
- 98.7 MHz - Radio Nacimiento FM
- 104.5 MHz - Radio Valentina